# Хоростківський бук пурпуролистий
Хоро́стківський бук пурпуроли́стий — ботанічна пам'ятка природи місцевого значення в Україні, декоративна форма бука лісового (звичайного).
Росте у місті Хоросткові Чортківського району Тернопільської області, в межах садиби дослідної станції, поблизу Будинку культури.
Площа — 0,01 га. Оголошено об'єктом природно-заповідного фонду рішенням виконкому Тернопільської обласної ради від 14 березня 1977 року, № 131. Перебуває у віданні Подільської дослідної станції Тернопільського інституту агропромислового виробництва.
Під охороною — бук віком понад 100 років, що має науково-пізнавальну, історичну та естетичну цінність.